# Institución Fernando el Católico
La Institución Fernando el Católico (IFC) és una entitat cultural dependent de la Diputació Provincial de Saragossa i adscrita al Consell Superior d'Investigacions Científiques (CSIC) a través de la Confederació Espanyola de Centres d'Estudis Locals. Va ser creada en 1943 per promoure l'alta cultura aragonesa i ha experimentat diverses modificacions en els seus estatuts. L'última reforma, publicada en el Butlletí Oficial de la Província de Saragossa en 2006, la defineix com a Organisme Autònom de la Diputació Provincial.

## Finalitats
La IFC té com a objectius l'estudi i promoció de la cultura i la ciència aragoneses, la defensa del patrimoni cultural aragonès i la difusió a Aragó del coneixement universal. Per aconseguir aquestes finalitats, la Institució se serveix de les seves activitats d'edició, de formació i de divulgació cultural en general.

## Organització
La IFC és un organisme públic i una entitat cultural, la qual cosa es reflecteix en la seva organització. El Consell Rector, integrat per representants institucionals, és l'òrgan de govern de la Institució. Òrgans acadèmics són el Consell Acadèmic i les seves quinze Càtedres Arxivat 2007-10-23 a Wayback Machine..
La gestió diària de la IFC depèn d'un Director, càrrec que han ocupat els professors Fernando Solano Costa, Ángel Canellas, Ildefonso-Manuel Gil, Guillermo Fatás Cabeza i Gonzalo Máximo Borrás Gualis. Des de l'1 de gener de 2007 el director de la IFC és el professor Carlos Forcadell Álvarez.
La IFC disposa de personal administratiu i tècnic per desenvolupar la seva labor.

## Activitat
La Institución Fernando el Católico és, possiblement, la primera editorial científica a Aragó i una de les més rellevants d'Espanya. Publica uns setanta títols a l'any que s'enquadren en col·leccions com a “Actas”, “De Letras”, “Estudios”, “Fuentes Históricas Aragonesas”, “Historiadores de Aragón” o “Historias Municipales”.
Entre les seves publicacions periòdiques de caràcter científic, es troba el Archivo de Filología Aragonesa, dirigit durant anys pel professor Manuel Alvar López; la revista Caesaraugusta d'arqueologia, concebuda per Antonio Beltrán fa més de mig segle, o la Revista de Derecho Civil Aragonés que dirigeix Jesús Delgado Echeverría.
La Institució crea llibres electrònics de lliure accés a la seva pàgina web, dins de la “Biblioteca virtual IFC”, que garanteixen una àmplia divulgació de les publicacions científiques.
Les càtedres de la Institució organitzen cursos, conferències, col·loquis, concerts i congressos científics d'abast nacional i internacional.
Per complir amb els seus objectius, la IFC també atorga premis, beques i ajudes a la investigació.

## Centres associats
A partir de 1954, la IFC va ser promovent la creació de Centres d'Estudis Comarcals, com a filials seves en règim d'autonomia i en estreta cooperació amb els Ajuntaments i les entitats culturals de les comarques. Denominats avui Centres d'Estudis Locals Associats, són el Centro de Estudios Bilbilitanos, el Centro de Estudios Comarcales del Bajo Aragón-Casp –abans anomenat Grupo Cultural Caspolino–, el Centro de Estudios de las Cinco Villas, el Centro de Estudios Turiasonenses, el Centro de Estudios Borjanos i el Centro de Estudios Darocenses.

## Biblioteca
La llarga relació d'intercanvi de publicacions científiques amb institucions nacionals i internacionals ha dotat a la IFC d'una nodrida biblioteca, els fons de la qual estan disponibles per al públic en la Biblioteca “Ildefonso Manuel Gil” Arxivat 2011-11-18 a Wayback Machine. de la Diputació Provincial de Saragossa.
Aquest intercanvi ha possibilitat, a més, que les obres editades per la IFC es trobin a les principals biblioteques i entitats culturals del món.

## Membres destacats
- Emilio Larrodera.